# 小行星6784
小行星6784（6784 Bogatikov）是一颗绕太阳运转的小行星，为主小行星带小行星。该小行星于1990年10月28日发现。

## 轨道参数
小行星6784的轨道半长轴为2.7946494 UA，离心率为0.113。